# Haid (Arzberg)
Haid ist ein Gemeindeteil der Stadt Arzberg im Landkreis Wunsiedel im Fichtelgebirge (Oberfranken, Bayern).

## Gewässer

### Der Feisnitzspeicher

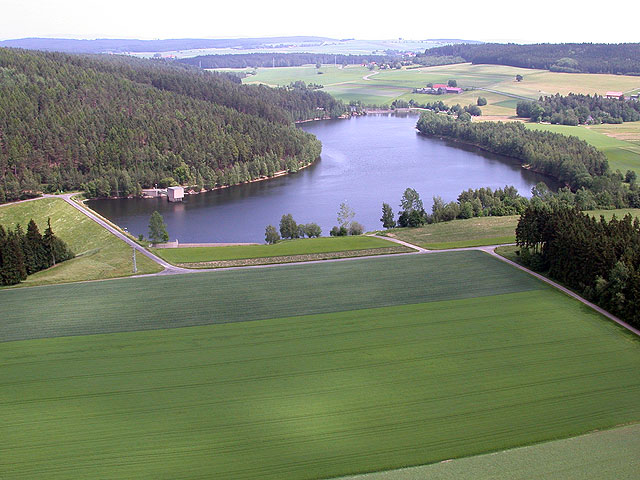
Der Feisnitz-Hauptspeicher mit Damm

Der Stausee im Tal der Feisnitz zwischen Kohl- und Elmberg ist 1,3 Kilometer lang und besteht aus Haupt- und Vorspeicher.
Der Damm des Hauptspeichers ist 19,3 Meter hoch und 150 Meter lang. Die größte Tiefe beträgt 19 Meter, die gesamte Staufläche 15,54 Hektar.
Der Vorspeicher hat eine Staufläche von 4,24 und eine größte Tiefe von 7 Metern. Der Damm ist 9,25 Meter hoch, die Krone 120 Meter lang.
1972/73 wurde der Stausee von der damaligen Bayerischen Elektrizitäts-Lieferungs-Gesellschaft (BELG) als Kühlwasserreservoir für das Kraftwerk Arzberg angelegt. Anlass dazu war die Kraftwerkserweiterung mit dem Bau der beiden Kühltürme. Bei Niedrigwasser der Röslau sollte der Wasserpegel mit dem Speicherwasser angehoben werden, um eine schädliche Erwärmung des Flusses durch das vom Kraftwerk einfließende Wasser zu vermeiden.
Früher befand sich dort die Zeche Treue Freundschaft.
Beim Bau des Speichersees verschwand diese Anlage und es entstand nördlich des Vordammes die Gaststätte Seeklause, in einem Uferbogen wurden ein Campingplatz und ein Parkplatz eingerichtet, der als Ausgangspunkt für Wanderungen z. B. zur Waldenfelswarte auf dem Kohlberg oder in das Gsteinigt zwischen Elisenfels und Arzberg dient.
Auch der Stausee ist mit seinen Freizeitmöglichkeiten im Sommer ein beliebtes Ausflugsziel.

## Geschichte
1061 wurde die Hohe Straße bzw. Otnantstraße, eine alte Handelsstraße zwischen Nürnberg und Eger, erwähnt. Sie führte über das heutige Ortsgebiet bis nach Eger und von da weiter nach Prag.
1499 wurde die Haid mehrmals im Landbuch der Sechsämter erwähnt.
Viele Seußener Bauern hatten dort ihre Felder. „Richter Thoman [...] hat 14 tag[werk] felds, auf der Haid gelegen [...] Jörg Freynersleben hat 12 tagwerck felds, gelegen in der Haid“ (Landbuch der Sechsämter von 1499). Dies waren die größten der insgesamt sechs Seußener Bauern, die hier Besitzungen hatten. Auch „in der Nybitz“ gab es Flurstücke, allerdings hätte man damals dort nur einige „tagwerck wißmats“ und kaum ein Feld vorgefunden.
Zusammen mit dem Pernloch (an anderer Stelle „Pernloe“ genannt, heute Katharinenhöhe), und dem Endtenfleck (bei Glashütte), in denen Seußener und Brander Bauern und die Familie Prantner Lehen bzw. eigene Besitzungen hatten, bildeten die Haid und die Nibitz ein größeres zusammenhängendes Rodungsgebiet, das nur spärlich besiedelt war und später teilweise wieder aufgeforstet wurde.
An anderer Stelle tauchte die Haid als Grenzort zwischen dem Reichsforst und dem Kohlwald auf.
Der „Kolforst“ wurde durch die Faistritz, „beginnend bei der mul zu Hofleins“ (Mühle bei Höflas) und durch die „Roslein“, in die die Faisnitz floss, begrenzt. Die Röslau blieb die Grenze bis Oschwitz. Von dort an ging sie über Schirnding und das heutige Seedorf wieder an die Feisnitz zur „Hofleinsmul“.
Der Reichsforst hingegen erstreckte sich zu einem großen Teil in die heutige Oberpfalz. Bei der Grenzbeschreibung begann man wieder mit der Mühle bei Höflas. Von dort ging die Grenze über den „Dornperg“ nach „Kunerßreuth“ (heute Konnersreuth) und weiter nach „Rotzenpuhl“ (heute Rosenbühl). Von dort verlief die Grenze durch den Wald, an der Altstraße bis zur heutigen Ochsentränk entlang, von wo sie sich über Haingrün, dann den Steinbach entlang und danach „hinuber bis uff den Rauhenprant“ (heute Weidersberg) schlängelte. Von dort verlief sie weiter „hinuber bis uff die Haid“. „Von der Haid eim weg hinab bis inn die Faistritz, do man angefangen hat“.
Diese Waldfläche wird wie folgt beschrieben: „Item (deutsch: ebenso, auch) der Reichsforst und Kolforst ist ein gros holtz bey zweien meiln lang unnd einer meile preit. Drinn stet pau- und ander holtz; des sind zwei stuck aneinander“. Eine Meile war die Strecke, die man in einer Stunde zu Fuß zurücklegen konnte, also ca. 4 bis 4,5 Kilometer. Diese recht beachtliche Waldbesitzung wurde von den zwei Forstknechten Fridl Haman, wohnhaft in „Prannt“, und Michel Kutzer, der sein Anwesen in „Seyssen“ hatte, verwaltet.
Die beiden Förster hatten hauptsächlich die Aufgabe, den Wald zu verwalten. Dies bestand z. B. darin, den Hammerwerksbesitzern, genannt sei hier Hans Kohlschreiber, Hammermeister in Seußen, jährlich Holz für die Herstellung von Holzkohle anzuweisen. Weiterhin hatten sie die Aufgabe, den Reutzins für den Markgrafen einzutreiben, der von den an den Wald angrenzenden Dörfern erhoben wurde. Entlohnt wurden sie mit Getreide und anderen Naturalien von den Dörfern, die auch den Zins zahlen mussten.
1528 wurde das Gebiet, da es zur Pfarrei Arzberg gehörte, protestantisch. Der erste evangelische Pfarrer war Fabian Ödmann. Er wechselte zwar nicht mit voller Begeisterung ins Lager der Protestanten, aber unter dem Einfluss der Lehre Luthers wurde aus ihm ein Theologe, der nicht mehr nach materiellen Gütern fragte, sondern wie man vor Gott bestehen könne.
1668 wurde der Einsiedlerhof auf der „Klausuln“ (heute Klausen) erstmals genannt.
1632 plünderten Wallensteins Soldaten die Gegend, wobei viele Bauern erschossen wurden. Bis 1637 findet man von dem Landstrich fast keine anderen Berichte als über das schlimme Rauben, Stehlen, Sengen und Brennen und Morden.
1633 waren Soldaten des „kroatenobersten Corpes“ auf der Haid und in Seußen und verwüsteten das Dorf.
1640 lagen am 12. Juni auch in Seußen und auf der Haid eine Anzahl Reiter in Quartier, die sich recht übel aufführten. Dann „wirbt Rittmeister Hans Wilhelm von Brand zu Brand in den Sechs Ämtern eine neue Kompagnie, mit der er am 21. Juli zur kurbayerischen Armee abrückt.“ Wer noch gesund war, ließ sich gerne werben, um „besser Hammer als Amboß“ zu sein. Vom 13. auf 14. August hauste die Reiterei der Regimenter Holtz, Koretto und Copaun in Seußen und der Umgebung, also auch auf der Haid recht übel. Im Herbst dieses Jahres kamen Schweden unter Douglas und brandschatzten Stadt und Land. Ins feste Schloss Hohenberg flüchteten viele Leute, darunter auch solche von der Haid. Für die Bevölkerung der sechs Ämter wurde 1640 die Burg Thierstein als Fliehburg eingerichtet. Im Frühjahr 1641 kamen  weitere schwedische Truppen in das ausgesaugte Sechsämterland und zogen mit den anderen in die Oberpfalz zu einem Angriff auf Regensburg, wo der Kaiser mit dem Reichstag saß, weiter. Der Anschlag misslang und hinter den zurückweichendem Schweden folgten die Bayern. Unmittelbar nach dem 20. März erschienen sie auch in Seußen, und zwar das Regiment Löwenstein. Dieser Einquartierung sagten die Sechsämter, die schon viel erlebt hatten, nach, sie sei die allerunmenschlichste gewesen, die sie erdulden mussten.
1642 wurde es im Sommer wieder lebendiger auf den Straßen. Am 6. September kam eine Kompanie mit Heiducken und Pollaken, etwa 70 Mann stark, von Böhmen heraus und schlug ihr Nachtquartier auf der Haid, in Seußen und Korbersdorf auf.
1643 wurde es wieder stiller auf den Straßen. „Um diese Zeit wurde durch frommes Gottvertrauen, eisernen Willen und herzlichen Gemeinsinn unter Pfarrer Simon Schöpfs Führung die im Jahre 1632 durch räuberisches Kriegsgesindel angezündete Kirche in Arzberg wieder aufgebaut. Geldmittel für fremde Handwerksleute waren nicht vorhanden, jede Arbeit musste selbst getan werden und jeder Einzelne tat es mit Freude. Es wird eine schlichte Kirche gewesen sein, aber inniger Dank erfüllte alle Herzen, als der erste Gottesdienst wieder gefeiert werden konnte. Eine etwas ruhigere Zeit hatte das Werk gedeihen lassen, aber noch bevor es fertig war, begann schon wieder die alte Drangsal.“ (Pfarrer Simone)
In Seußen sollen um diese Zeit nur vier Familien gewohnt haben, die Haid soll öd gelegen sein.
1644 begann erneut die Qual der Durchzüge. Am 18. November quartierte der Generalfeldmarschall von Hatzfeld sein Heer teilweise auch in Seußen und der Umgebung ein. In den drei Tagen, die sie da lagen, sollten sie auch verpflegt werden. Als dies nicht gleich geschah, raubten sie das Vieh der Bauern. Bei alledem mussten auch noch Steuern und andere Geldleistungen gezahlt werden und man muss sich wundern, wo das Geld immer noch herkam. So brachte auch der Neujahrstag 1645 eine Forderung von 18 Gulden an Seußen, Schlottenhof und Oschwitz (es ist anzunehmen, dass die Haid zu Seußen zählte). Man konnte sich in dieser Zeit nicht unbewehrt auf das Feld wagen, weil die Wölfe rudelweise das Land durchzogen. Am 3. Februar wurde ein Thaler Schussgeld für jeden ausgesetzt, der ein Wolfsgebiss einlieferte, für jeden Fuchsbalg wurden sechs Groschen versprochen. So schlimm war die Plage, dass jedermann, aber nur in der Nähe seines Hofes, auf Wölfe schießen durfte.
1698 wurde die Siedlung Haid wieder erwähnt, als die Fraisch (Gerichtsbarkeit über Leben und Tod) des Amtes Hohenberg bestimmt wurde. Der Ort lag damals an der südlichen Grenze des Amtes Hohenberg. Er bestand aus Reuthgütern, die von Seußener „Auswanderern“ bewirtschaftet wurden. Einer dieser Aussiedler war ein Nachfahre des oben erwähnten Michel Kutzer; sie errichteten das heutige Anwesen Haid Nr. 9, wovon der alte Hausname dieses Anwesens noch zeugt.
1740 wurde in einem Pfarrbuch beschrieben, dass die drei Einöden Klausen, Haid und Fazel (wohl das ältere der sogenannten Trögerhäuser) zur Dorfgemeinde Seußen gehörten. Die Gerichtsbarkeit übte der Richter von Arzberg aus.
1777 wurden Einzelhöfe und Weiler bei Haid unter der Bezeichnung „in der Niebitz uff der Haid ob Seußen“ genannt. Zur Haid gehörten die Einzelhöfe und der Weiler Elmberg, Glashütte, Haid, Hagenhaus, Heiligenfurt, Klausen, Steinau, Preisdorf, Theresienfeld, das Alaunwerk Treue Freundschaft und die Trögerhäuser.
1791 wurde das Gebiet preußisch, da der letzte Markgraf Karl Alexander kinderlos blieb und deshalb abdankte. Aufgrund eines vorher geschlossenen Hausvertrages (beide Herrscher waren Hohenzollern) fiel das Gebiet an Friedrich Wilhelm II., König von Preußen.
1792 berichtete Alexander von Humboldt am 24. Juli über die Lagerstätten und den Grubenbetrieb des Alaunwerkes Treue Freundschaft auf der Klausen. Bereits vor 1886 wurde schwefelhaltige Braunkohle abgebaut, die eine Alaunfabrikation ermöglichte. Dort arbeiteten zwölf Bergleute und Sieder.
In diesem Gestein befanden sich Einschlüsse von Lorbeerblättern und Zypressen, die man sonst nur in Mittelmeerraum findet, und davon zeugten, dass es in der Gegend schon einmal wesentlich wärmer war.
1796 wurde die Schulpflicht endgültig eingeführt. Lehrer in Heiligenfurth und Seußen war der Steinhauer Johann Kaspar Meier.
1797 wurde Friedrich Wilhelm III. König von Preußen und herrschte bis 1806 über das Sechsämterland. Zuständiger Minister war von Hardenberg in Bayreuth (später wurde er durch die Stein-Hardenbergischen Reformen in Preußen bekannt).
1870 wurde der alte Klausenteich für die Alaungewinnung angelegt.
1875 wurde Haid eine eigenständige Gemeinde. Von 1869 bis 1875 gehörte es zur Gemeinde Seußen, die aus der aufgelösten Grundherrschaft des Landadels hervorgegangen war.
1876 wurde am 25. Oktober die Freiwillige Feuerwehr Haid gegründet. Erster „Commandant“ war Georg Tröger, Adjutant war Johann Heinrich Steinel. Der erste Vorstand der Feuerwehr war Wolfgang Matthes.
1939 bis 1945 arbeiteten während der Kriegszeit auf der Haid Kriegsgefangene und Fremdarbeiter (vor allem Franzosen).
Am 20. April 1945 standen US-Soldaten auf der Wart bei Thiersheim und beschossen die Haid. Dabei brannten die Anwesen Brodmerkel, Purucker (heute Mühlmann) und das vordere der beiden Trögerhäuser bis auf die Grundmauern ab.
1957 wurde die katholische Filialkirche in Seußen eingeweiht, in der auch die Katholiken der Haid den Gottesdienst besuchen.
1973 am 2. Juni bekam die Freiwillige Feuerwehr Haid ein neues Feuerwehrhaus.
Am 1. Januar 1977 wurde die Gemeinde Haid im Zuge der Gemeindegebietsreform aufgelöst und in die Stadt Arzberg eingegliedert, wobei die Glashütte und die Katharinenhöhe zur Stadt Marktredwitz kamen. Gemeindeteile waren Preisdorf, Steinau, Heiligenfurt, Theresienfeld, Klausen, Hagenhaus, Glashütte und Katharinenhöhe.

### Das Alaunwerk Treue Freundschaft
Das Alaunwerk auf der Klausen war seit 1792 ein Tochterunternehmen des Vitriolwerkes Goldene Adlerhütte von Johann Gottlieb Püttner bei Wirsberg. Das Alaunwerk in der Klausen führte Friedrich August Reinsch von 1808 bis etwa 1837 als Pächter. Treue Freundschaft stand von 1762 bis 1837 in hoher Blüte. Auch der große Hüttenbrand vom 16. Juni 1813 konnte das Werk nicht beeinträchtigen. Die in Tag- und Schachtbau gewonnene blättrige Braunkohle wurde zur Alaungewinnung verbrannt. Die Rückstände wurden in Bottichen gesotten und ausgelaugt. 1786 standen dort zwei zweistöckige Hauptgebäude. 1829 beschäftigte das Werk fünf Bergarbeiter und 10 Alaunsieder.
Aus Mangel an Wasser, mit dem man sehr sparsam umgehen musste, konnte das Verwittern auf der Bühne nicht durch Begießen beschleunigt werden; die Bühne hatte indes eine freie luftige Lage. Zu ebener Erde wurde in fünf kleinen Blechpfannen die Lauge ausgekocht und in fünf größeren Bleipfannen abgekühlt, die insgesamt ein Gewicht von 388 Zentnern hatten. Hinter dem Gebäude befand sich eine Hütte mit zehn hölzernen Kufen verschiedener Größe, in denen sich die Sole sammelte. Elf Personen lieferten wöchentlich acht Zentner Alaun und etwas rote Farberde.
Das Alaunwerk erhielt von den Gründern den Namen Treue Freundschaft, wurde aber im Volksmund „Klausen“ genannt. Alexander von Humboldt schrieb sehr ausführlich über dieses Alaunwerk in seinem Bericht Über den Zustand des Bergbaus und Hüttenwesen in den Fürstentümern Bayreuth und Ansbach im Jahre 1792. Das Püttnersche Alaunwerk, Treue Freundschaft in der Klausen bei Seußen, den 24. Juli 1792. Humboldt erkannte schon bei seiner ersten Besichtigung, dass dort nicht Alaunschiefer abgebaut wurde, sondern Braunkohle.
Humboldt hob hervor, dass die bis 28 Meter tiefen Schächte viel Aufwand an Zimmerung erforderten. Der planvolle Grubenausbau mit Türstockzimmerung wurde aus Kiefernholz hergestellt. Die Streckenförderung erfolgte auf hölzernen Laufkarren. Das zutage geförderte Material wurde zunächst auf einer höher gelegenen „Biih“ ausgebreitet. 1799 wurde berichtet, dass der Transport des Rohmaterials bereits mechanisch-maschinell geschah und eine Wasserleitung in Holzrohren zur Bühne verlegt war.
„..der stark schwefelkieshaltigen, bituminösen Blätterkohle ...daß man in dem alaunführenden Braunkohlenlager auf der Klausen unweit von Arzberg findet. Der Blätterschiefer enthält eine reiche Flora, die von dem subtropischen Charakter der damaligen Vegetation und dem erheblich wärmeren Klima dieser Periode Zeugnis ablegt.“
„Am Westausgang des Tals bei Klausen tertiäre Kohle bei etwa 515 Meter Höhe abgebaut“. Später wurden die Gebäude der Treuen Freundschaft, Alaunhütte, Magazin und Wohnbau, als Bierwirtschaft und Gemeindehaus benutzt. Dort befand sich auch bis 1972 das Feuerwehrhaus und der Schlauchtrockenmast. Heute hebt sich nur noch die Bühne als bewaldeter Hügel von der Umgebung ab.

### Einwohnerentwicklung der Gemeinde Haid
- 1910: 268[3]
- 1933: 271
- 1939: 233[4]
- 1987: 081 (nur H.)[5]

## Verkehr
Eine Gemeindeverbindungsstraße führt nach Brand bzw. zur Kreisstraße WUN 14/TIR 19, die nach Seußen bzw. zur Staatsstraße St 2176 führt.